# Шкала Ньютона
Шкала Ньютона(° N) — не використовувана нині температурна шкала.
Температурна шкала Ньютона була розроблена Ісааком Ньютоном в 1701 році для проведення теплофізичних досліджень і стала, ймовірно, прообразом шкали Цельсія. Як термометричну рідину Ньютон використовував лляну олію. За нуль градусів Ньютон взяв температуру замерзання прісної води, а температуру людського тіла (36,6 °C) він позначив як 12 градусів. Температура кипіння води у ньютонівській шкалі дорівнює 33 градусам.
Також, Ньютон визначив ще кілька, більш високотемпературних реперних точок: температури плавлення вісмуту, свинцю, олова, стибію, їх сплавів, температури світіння нагрітого заліза — загалом, 18 точок.

## Переведення між системами
Таким чином, формула переводу градусів Цельсія у градуси Ньютона виглядає як:
t°N = t°C / k, де k — змінний коефіцієнт (через неточність визначення Ньютоном високих температур). Він дорівнює 3,03 для 100 °C і зростає зі збільшенням температури — так, для 300 °C він дорівнює 3,4.